# UCI Africa Tour 2013
Die UCI Africa Tour 2013 ist die neunte Austragung des zur Saison 2005 vom Weltradsportverband UCI eingeführten afrikanischen Straßenradsport-Kalenders unterhalb der UCI ProTour (seit 2011: UCI WorldTour), der zu den UCI Continental Circuits zählt. Die Saison beginnt am 1. Oktober 2012 und endet am 30. September 2013.
Die Eintagesrennen und Etappenrennen der UCI Africa Tour sind in drei Kategorien (HC, 1 und 2) eingeteilt. Bei jedem Rennen werden Punkte für eine Wertung vergeben. An dieser Wertung nehmen die Professional Continental Teams und die Continental Teams teil. An den einzelnen Rennen können auch ProTeams teilnehmen, die von Fahrern der ProTeams erzielten Platzierungen bleiben aber für das Ranking außer Betracht.

## Gesamtstand
(Endstand: 30. September 2013)
| Platz | Fahrer                |              | Team | Punkte |
| ----- | --------------------- | ------------ | ---- | ------ |
| 1.    | Adil Jelloul          | Marokko      |      | 223    |
| 2.    | Hichem Chaabane       | Algerien     | VCS  | 143,67 |
| 3.    | Essaïd Abelouache     | Marokko      |      | 137    |
| 4.    | Yohann Gène           | Frankreich   | EUC  | 130    |
| 5.    | Rafaâ Chtioui         | Tunesien     |      | 127,67 |
| 6.    | Mathieu Perget        | Frankreich   |      | 124    |
| 7.    | Jay Robert Thomson    | Sudafrika    | MTN  | 123    |
| 8.    | Rasmane Ouédraogo     | Burkina Faso |      | 120,33 |
| 9.    | Soufiane Haddi *      | Marokko      |      | 119    |
| 10.   | Reda Aadel            | Marokko      |      | 113    |
| 11.   | Natnael Berhane *     | Eritrea      | EUC  | 110,67 |
| 12.   | Anasse Aït El Abdia * | Marokko      |      | 106    |
| 13.   | Constantino Zaballa   | Spanien      | CWO  | 101    |
| 14.   | Mustafa Sayar **      | Turkei       | TRK  | 96     |
| 15.   | Azzedine Lagab        | Algerien     | GSP  | 96     |
| 16.   | Merhawi Kudus *       | Eritrea      |      | 94     |
| 17.   | Ismail Ayoune         | Marokko      |      | 92     |
| 18.   | Meron Teshome *       | Eritrea      |      | 88     |
| 19.   | Amanuel Meron         | Eritrea      |      | 87     |
| 20.   | Abdelatif Saadoune    | Marokko      |      | 85     |
|       | ...                   |              |      |        |
| 27.   | Alexandre Mercier     | Schweiz      |      | 54     |
| 30.   | Stefan Schumacher     | Deutschland  | CWO  | 50     |

| Platz | Team                                 |                        | Punkte |
| ----- | ------------------------------------ | ---------------------- | ------ |
| 1.    | MTN Qhubeka                          | Sudafrika              | 332,67 |
| 2.    | Vélo Club SOVAC                      | Algerien               | 291,68 |
| 3.    | Team Europcar                        | Frankreich             | 240,67 |
| 4.    | Christina Watches-Onfone             | Danemark               | 234    |
| 5.    | Groupement Sportif Pétrolier Algérie | Algerien               | 225    |
| 6.    | Torku Şekerspor                      | Turkei                 | 134    |
| 7.    | SP Tableware                         | Griechenland           | 108    |
| 8.    | Dukla Trenčín Trek                   | Slowakei               | 80     |
| 9.    | BDC-Marcpol Team                     | Polen                  | 55     |
| 10.   | La Pomme Marseille                   | Frankreich             | 45     |
| 11.   | Cofidis, Solutions Crédits           | Frankreich             | 45     |
| 12.   | Équipe Garneau-Québecor              | Kanada                 | 39     |
| 13.   | Team Nippo-De Rosa                   | Japan                  | 34     |
| 14.   | Start-Trigon Cycling Team            | Paraguay               | 12     |
| 15.   | Miche Ville d’Alger                  | Algerien               | 8      |
| 16.   | Rietumu-Delfin                       | Lettland               | 8      |
| 17.   | Olympique Team Algérie Tour AGLO37   | Algerien               | 6      |
| 18.   | Team Novo Nordisk                    | Vereinigte Staaten     | 5      |
| 18.   | rad-net Rose Team                    | Deutschland            | 5      |
| 20.   | Team Ukyo                            | Japan                  | 2      |
| 20.   | Ventilair-Steria Cycling Team        | Belgien                | 2      |
| 20.   | Rapha Condor JLT                     | Vereinigtes Konigreich | 2      |

| Platz | Nation         | Punkte |
| ----- | -------------- | ------ |
| 1.    | Marokko        | 929    |
| 2.    | Eritrea        | 826,54 |
| 3.    | Algerien       | 500,01 |
| 4.    | Südafrika      | 433    |
| 5.    | Tunesien       | 288,68 |
| 6.    | Burkina Faso   | 248,32 |
| 7.    | Äthiopien      | 147    |
| 8.    | Ruanda         | 140,32 |
| 9.    | Lesotho        | 140    |
| 10.   | Simbabwe       | 131    |
| 11.   | Gabun          | 101    |
| 12.   | Elfenbeinküste | 47     |
| 13.   | Kamerun        | 46     |
| 14.   | Ägypten        | 39     |
| 15.   | Kenia          | 18     |
| 16.   | Namibia        | 7,01   |
| 17.   | Mauritius      | 4      |
| 18.   | Ghana          | 2,01   |

| Platz | Nation (U23)   | Punkte |
| ----- | -------------- | ------ |
| 1.    | Eritrea        | 714,87 |
| 2.    | Marokko        | 260    |
| 3.    | Algerien       | 130,01 |
| 4.    | Äthiopien      | 130    |
| 5.    | Südafrika      | 69     |
| 6.    | Ruanda         | 60,33  |
| 7.    | Lesotho        | 45     |
| 8.    | Gabun          | 40     |
| 9.    | Tunesien       | 40     |
| 10.   | Elfenbeinküste | 40     |
| 11.   | Kamerun        | 17     |
| 12.   | Burkina Faso   | 10     |
| 13.   | Namibia        | 5,34   |

* U23-Fahrer
** Der Fahrer Mustafa Sayar wurde von der UCI suspendiert.

Zu den Regeln der einzelnen Ranglisten: 

## Rennkalender

### Oktober 2012
| Datum   | Rennen                  | Kat. | Sieger            | Team         |
| ------- | ----------------------- | ---- | ----------------- | ------------ |
| 3.–7.   | Grand Prix Chantal Biya | 2.2  | Alexandre Mercier | Schweiz      |
| 19.–28. | Tour du Faso            | 2.2  | Rasmane Ouédraogo | Burkina Faso |

### November 2012
| Datum   | Rennen                                       | Kat. | Sieger                                                               | Team      |
| ------- | -------------------------------------------- | ---- | -------------------------------------------------------------------- | --------- |
| 7.      | Afrikameisterschaft – Mannschaftszeitfahren  | CC   | Natnael Berhane Ferekalsi Debessay Daniel Teklehaimanot Jani Tewelde | Eritrea   |
| 9.      | Afrikameisterschaft – Einzelzeitfahren       | CC   | Daniel Teklehaimanot                                                 | Eritrea   |
| 9.      | Afrikameisterschaft – Einzelzeitfahren (U23) | CC   | Tsgabu Grmay                                                         | Äthiopien |
| 11.     | Afrikameisterschaft – Straßenrennen          | CC   | Natnael Berhane                                                      | Eritrea   |
| 11.     | Afrikameisterschaft – Straßenrennen (U23)    | CC   | Natnael Berhane                                                      | Eritrea   |
| 18.–25. | Tour of Rwanda                               | 2.2  | Darren Lill                                                          | Südafrika |

### Januar
| Datum   | Rennen                    | Kat. | Sieger      | Team          |
| ------- | ------------------------- | ---- | ----------- | ------------- |
| 14.–20. | La Tropicale Amissa Bongo | 2.1  | Yohann Gène | Team Europcar |

### Februar
| Datum   | Rennen                                                | Kat. | Sieger              | Team                                 |
| ------- | ----------------------------------------------------- | ---- | ------------------- | ------------------------------------ |
| 16.–17. | Fenkel Northern Redsea                                | 2.2  | Tesfay Abrhaha      | Red Sea Camels                       |
| 19.–22. | Tour of Eritrea                                       | 2.2  | Mekseb Debesay      | Eritrea                              |
| 24.     | Circuit of Asmara                                     | 1.2  | Abdellah Ben Youcef | Groupement Sportif Pétrolier Algérie |
| 26.     | Les Challenges de la Marche Verte – GP Sakia El Hamra | 1.2  | Essaïd Abelouache   | Marokko                              |
| 27.     | Les Challenges de la Marche Verte – GP Oued Eddahab   | 1.2  | Adil Jelloul        | Marokko                              |
| 28.     | Les Challenges de la Marche Verte – GP Al Massira     | 1.2  | Ismail Ayoune       | Marokko                              |

### März
| Datum   | Rennen           | Kat. | Sieger              | Team                     |
| ------- | ---------------- | ---- | ------------------- | ------------------------ |
| 4.–8.   | Tour de Libye    | 2.2  | abgesagt            |                          |
| 11.–15. | Tour d’Algérie   | 2.2  | Víctor de la Parte  | SP Tableware             |
| 15.–17. | Trophée Castel I | 2.2  | abgesagt            |                          |
| 16.     | Circuit d’Alger  | 1.2  | Martin Pedersen     | Christina Watches-Onfone |
| 18.–20. | Tour de Tipaza   | 2.2  | Constantino Zaballa | Christina Watches-Onfone |
| 21.–23. | Tour de Blida    | 2.2  | Hichem Chaabane     | Vélo Club SOVAC          |
| 29.–7.  | Tour du Maroc    | 2.2  | Mathieu Perget      | Greenove                 |

### April
| Datum   | Rennen            | Kat. | Sieger        | Team      |
| ------- | ----------------- | ---- | ------------- | --------- |
| 17.–21. | Mzansi Tour       | 2.2  | Robert Hunter | Südafrika |
| 19.–21. | Trophée Castel II | 2.2  | abgesagt      |           |
| 20.–26. | Tour Ethiopia     | 2.2  | abgesagt      |           |

### Mai
| Datum   | Rennen                                             | Kat. | Sieger         | Team     |
| ------- | -------------------------------------------------- | ---- | -------------- | -------- |
| 10.     | Challenge du Prince – Trophée Princier             | 1.2  | Adil Jelloul   | Marokko  |
| 11.     | Challenge du Prince – Trophée de l'Anniversaire    | 1.2  | Rafaâ Chtioui  | Tunesien |
| 12.     | Challenge du Prince – Trophée de la Maison Royale  | 1.2  | Maher Hasnaoui | Tunesien |
| 14.     | Les Challenges Phosphatiers – Challenge Khouribga  | 1.2  | abgesagt       |          |
| 15.     | Les Challenges Phosphatiers – Challenge Youssoufia | 1.2  | abgesagt       |          |
| 16.     | Les Challenges Phosphatiers – Challenge Ben Guerir | 1.2  | abgesagt       |          |
| 24.–26. | Trophée Castel III                                 | 2.2  | abgesagt       |          |

### Juni
| Datum   | Rennen                   | Kat. | Sieger   | Team |
| ------- | ------------------------ | ---- | -------- | ---- |
| 8.–9.   | Kwita Izina Cycling Tour | 2.2  | abgesagt |      |
| 10.–14. | Tour de Djebel Lakhdar   | 2.2  | abgesagt |      |